# 坦干伊喀湖櫛麗魚
坦干伊喀湖櫛麗魚，為輻鰭魚綱鱸形目隆頭魚亞目慈鯛科的其中一種，分布於非洲坦干伊喀湖北部流域，體長可達21.5公分，棲息在中底層水域，生活習性不明。